# LSE 25 Index
Der LSE 25 Index war ein Aktienindex der Lahore Stock Exchange in Pakistan. Mit dem Zusammenschluss der Lahore Stock Exchange und der Karachi Stock Exchange wird heutzutage mehr Augenmerk auf die Indizes KSE All Share Index, KSE 100 Index und KSE-30 Index als Gradmesser und Benchmark der pakistanischen Wirtschaft gelegt.

## Berechnung
Der Lahore Stock Exchange 25-Unternehmensindex berechnet die Wertentwicklung von Aktien unter der Annahme, dass alle Bezugsrechtsemissionen und Bonusaktienemissionen nur das notierte Kapital erhöhen, sodass die Preise der Aktien nicht angepasst werden, wie dies beim LSETRI der Fall ist. Der LSE 25 geht außerdem davon aus, dass von einem Teilunternehmen ausgeschüttete Dividenden nicht reinvestiert werden. Zusammenfassend lässt sich sagen, dass im LSE 25 keine Preisanpassungen vorgenommen werden, wenn ein Teilunternehmen Bardividenden ausgibt.